# 埃及博物館

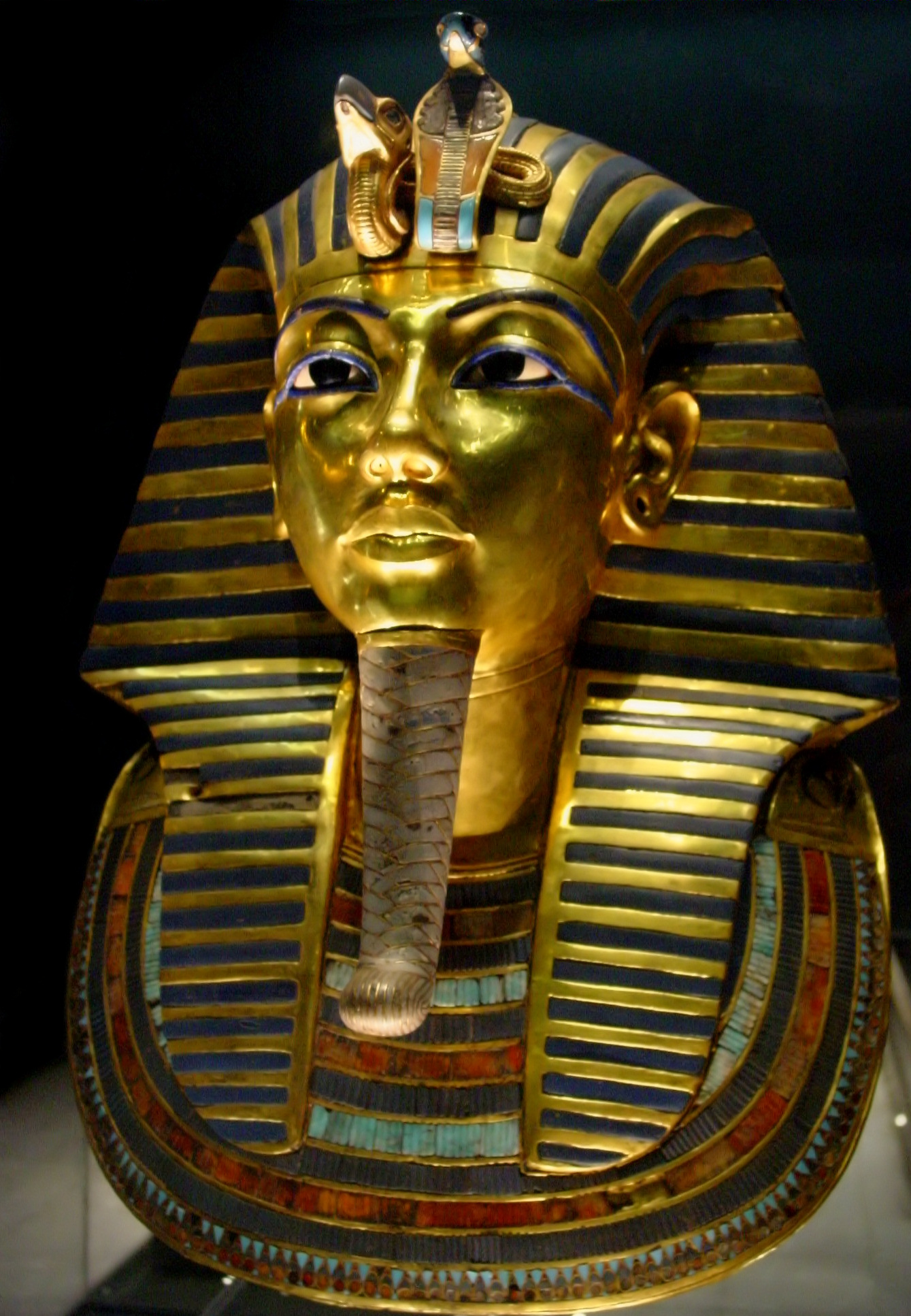
埃及博物馆的镇馆之宝，圖坦卡門面具

埃及博物馆（〔阿〕），又稱埃及国家博物馆，是一座位於埃及首都開羅的古埃及历史博物馆。收藏了120,000件古埃及古物，其中最具代表性的展品於館舍展出，其餘的則在儲藏室中。這座建築物由意大利建築公司Garozzo-Zaffarani於1901年建造，由法國建築師馬塞爾·多爾格隆設計，成為埃及最大的博物館之一。截至2019年3月，博物館對公眾開放。2022年，該博物館將被位於被吉薩的新大埃及博物館取代。

## 历史
是1858年由法國人馬里埃特創建的。博物館分為兩層，陳列著古埃及時期至古罗马统治时代的遺物、展品。博物館下層按年代展示展品，上層按主題展示。其中尤其以上層展品為珍貴。博物馆里收藏了许多从拉美西斯二世，图特摩斯三世，哈特谢普苏特，贵族尤亚与图玉夫妇，努比亚籍贵族玛伊培理等等法老，贵族与大臣墓中出土的文物。此外，著名的圖坦卡門墓內的超過1700件珍品也長期於館內展出。此外，還收藏了包括哈特谢普苏特，拉米西斯二世在內的多具木乃伊，阿蒙霍特普二世陵墓(KV35)与哈特谢普苏特的停灵庙木乃伊穴(DB320)里的木乃伊坑里出土的多具木乃伊也在此展览。館內的展品為埃及學家和考古學家所推崇。2021年4月3日，埃及博物館的22具古埃及法老和王后的木乃伊被转移至埃及文明博物馆。

## 皇家木乃伊
埃及博物馆共展览了许多具法老与贵族的木乃伊，以下的皇家木乃伊是照着王朝排列
第一王朝：
- 登，法老

第三王朝：
- 左塞，法老
- 赫特芙内布提，皇后

第四王朝：
- 美勒桑克三世，皇后
- 安塞努哈弗，王子

第五王朝：
- 兰尼弗雷夫，法老
- 纽塞拉，法老
- 门卡霍尔，法老
- 杰德卡拉，法老
- 乌尼斯，法老

第六王朝：
- 赛西西特，法老特梯的母亲
- 特梯，法老
- 伊普特一世，皇后
- 佩皮一世，法老
- 安赫奈斯麦利拉二世，皇后
- 奈姆蒂姆萨夫一世，法老

第十一王朝：
- 雅斯荷亚特,皇后
- 亨荷奈特,皇后

第十二王朝：
- 阿蒙尼姆霍特一世，法老
- 辛努塞尔一世，法老
- 阿蒙尼姆霍特二世，法老
- 阿蒙尼姆霍特四世，法老

第十三王朝：
- 荷尔，法老
- 努布赫特普蒂,皇后

第十七王朝：
- 特提舍丽，皇后
- 陶二世，法老
- 雅赫摩斯-安哈普，皇后
- 雅赫摩斯-塞帕兒，王子

第十八王朝：
- 雅赫摩斯-纳菲尔泰丽，皇后
- 雅赫摩斯-西特卡摩斯，皇后
- 雅赫摩斯-荷努特塔梅胡，皇后
- 西阿蒙，王子
- 雅赫摩斯-荷腾佩特，公主
- 西塔蒙，公主
- 拉伊女士，雅赫摩斯-纳菲尔泰丽的奶娘
- 阿蒙霍特普一世，法老
- 雅赫摩斯-美里塔蒙，皇后
- 图特摩斯一世，法老
- 图特摩斯二世，法老
- 哈特谢普苏特，女王
- 伊西斯，皇后，图特摩斯三世的母亲

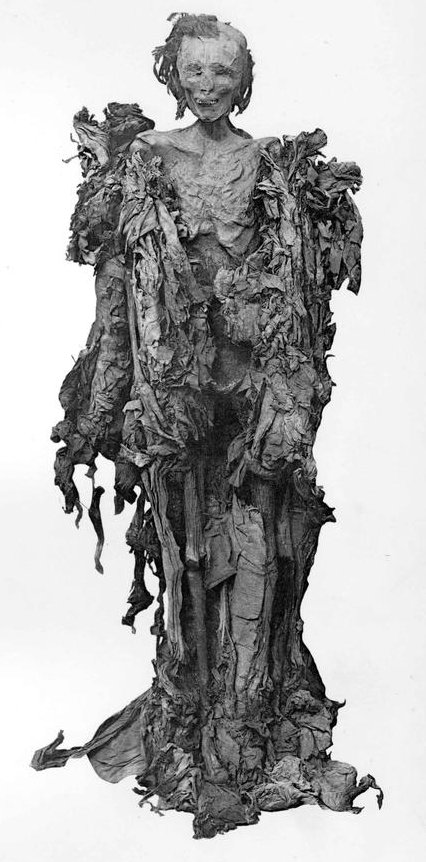
雅赫摩斯-安哈普木乃伊

- 不明男子编号C ,未被证实，可能是赛门姆特，赛门姆特是哈特谢普苏特时期的工程师兼涅弗鲁利公主的家庭老师，哈特谢普苏特的情人
- 希特勒，哈特谢普苏特的奶娘
- 图特摩斯三世，法老
- 阿蒙霍特普二世，法老
- 图特摩斯四世，法老
- 玛伊培理，努比亚籍贵族
- 尤亚，泰伊的父亲，大臣
- 图玉，泰伊的母亲，哈托尔的歌手
- 阿蒙霍特普三世，法老
- 泰伊，阿蒙霍特普三世的大皇后
- KV55中的不明法老，法老，未被证实，可能是斯蒙卡拉或埃赫那吞
- 年轻女士，未被证实，图坦卡蒙的母亲，可能是埃赫那吞或斯蒙卡拉的妻子与姐姐
- KV21A,未被证实，可能是安克姗海娜曼，埃赫那吞的第三个女儿，图坦卡蒙的姐姐兼皇后，阿伊的皇后
- KV21B,未被证实，可能是梅利特阿吞，埃赫那吞的长女，斯蒙卡拉的皇后兼姐妹

第十九王朝：
- 塞提一世，法老
- 拉美西斯二世，法老
- 梅莉塔蒙，公主，皇后
- 麦伦普塔，法老
- 西普塔，法老
- 塞提二世，法老
- 特沃丝拉，皇后，女王，还不能确定

第二十王朝：
- 拉美西斯三世，法老

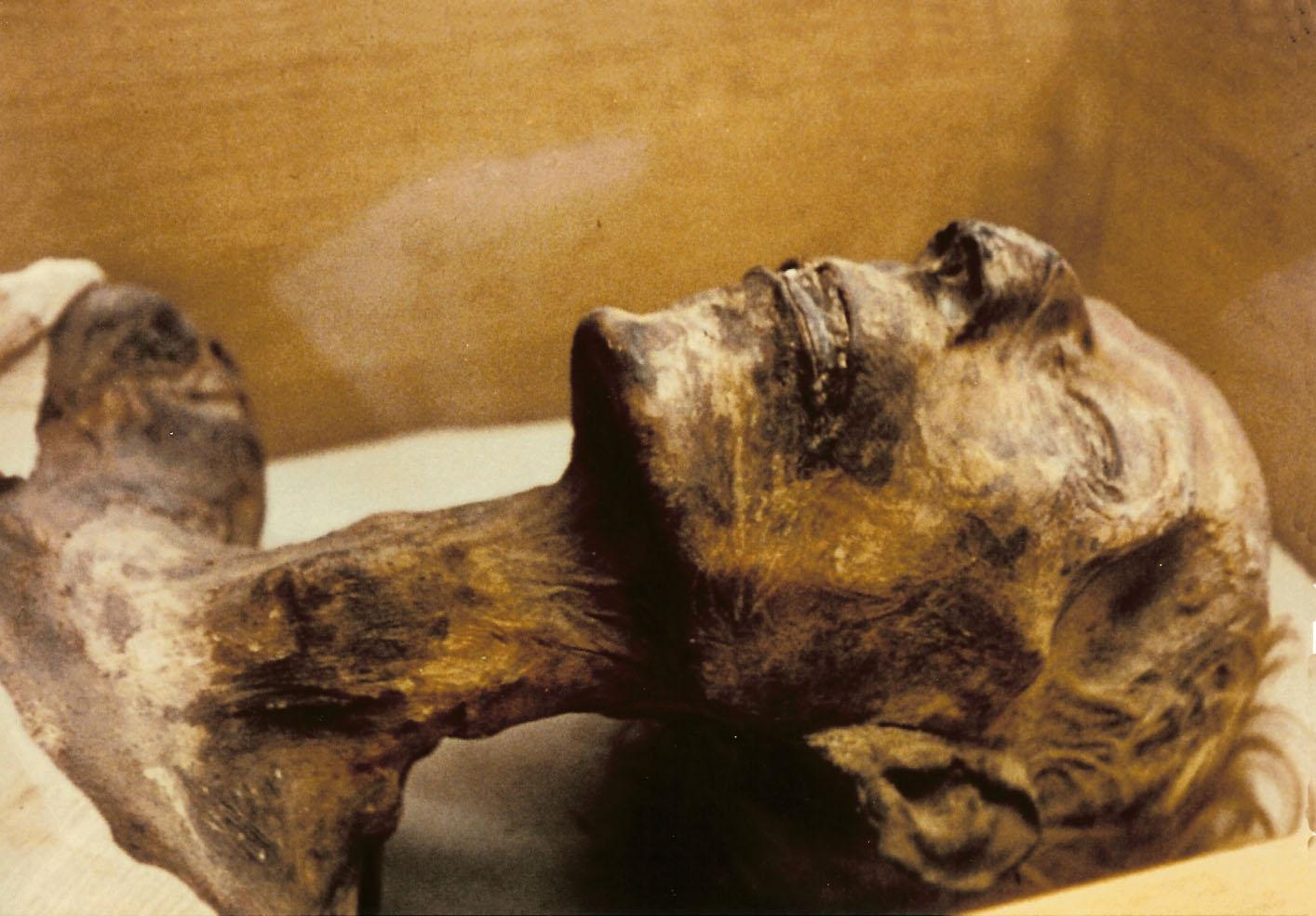
拉美西斯二世的木乃伊

- 不明男子编号E，又称为尖叫木乃伊,未被证实，可能是曾经涉及拉美西斯三世宫廷密谋事件的拉美西斯-彭塔瓦尔，王子
- 拉美西斯四世，法老
- 拉美西斯五世，法老
- 拉美西斯六世，法老
- 拉美西斯九世，法老

第二十一王朝：
- 皮努杰姆一世，阿蒙大祭司，法老
- 荷努特塔威，皮努杰姆一世之妻
- 玛特卡拉-姆腾荷特，公主
- 诺杰美特，赫里荷尔之妻
- 普苏森尼斯一世，法老
- 荷里，阿蒙与塞特神的大祭司
- 皮努杰姆二世，阿蒙大祭司，法老
- 聶丝孔斯，皮努杰姆二世之妻
- 伊西斯克荷布，皮努杰姆二世之妻
- 尼斯塔尼布提斯荷鲁，公主
- 德杰卜塔荷伊乌范克，尼斯塔尼布提斯荷鲁之夫
- 玛沙哈尔塔，阿蒙大祭司
- 塔尤荷瑞特，阿蒙女歌星
- 阿蒙尼墨普，法老
- 西阿蒙，法老

第二十二王朝：
- 舍顺克二世，法老
- 尼斯塔尼贝塔斯荷鲁，大皇后
- 哈西斯，法老

第二十三王朝
- 奥索尔康三世，法老
- 尤普特二世，法老
- 舍顺克五世，法老
- 罗曼尼莉莎，公主
- 奥尔加，皇后

第二十四王朝
- 蹃拉，皇后
- 卡路西，皇后
- 努蒂，维齐尔

第二十五王朝
- 皮安希，法老
- 夏巴卡，法老
- 塔哈尔卡，法老
- 坦沃塔玛尼，法老

第二十六王朝
- 普萨姆提克一世，法老
- 尼克塔纳波二世，法老
- 普萨姆提克二世，法老
- 阿玛西斯，法老
- 玛齐，皇后
- 阿玛西斯-刁曼，公主
- 普萨姆提克三世，法老

第二十七王朝
- 阿塔薛西斯一世，法老
- 阿塔薛西斯-安息，公主
- 阿塔薛西斯-瓦利珙，公主
- 阿塔薛西斯-汉杰，王子

第二十九王朝
- 哈科尔，法老

第三十王朝
- 涅克塔涅布一世，法老
- 曼涅托，维齐尔
- 捏克塔涅布二世，法老

第三十一王朝
- 阿塔薛西斯三世，法老

托勒密王朝
- 托勒密一世，法老
- 托勒密二世，法老
- 克里奥佩特拉二世，皇后
- 托勒密三世，法老
- 罗塞塔，维齐尔
- 托勒密四世，法老
- 托勒密五世，法老
- 托勒密六世，法老
- 托勒密十世，法老
- 托勒密十一世，法老
- 托勒密十二世，法老
- 托勒密十三世，法老
- 索格思三世，维齐尔
- 托勒密十四世，法老[來源請求]